# 1965–1966-os olasz labdarúgókupa
Az 1965–1966-os olasz labdarúgókupa az olasz kupa 19. kiírása. A kupát a Fiorentina nyerte meg immár harmadik alkalommal.

## Eredmények

### Első forduló
| 1. csapat         | Eredmény  | 2. csapat  |
| ----------------- | --------- | ---------- |
| Alessandria       | 1–3       | Lazio      |
| Brescia           | 2–1       | Mantova    |
| Catanzaro         | 2–0       | Messina    |
| Genoa             | 0–3       | Fiorentina |
| Verona            | 0–1       | Atalanta   |
| Lanerossi Vicenza | 2–0       | Padova     |
| Lecco             | 0–1       | Varese     |
| Livorno           | 2–0 (hu.) | Roma       |
| Modena            | 1–0       | Bologna    |
| Monza             | 1–2 (hu.) | Pro Patria |
| Novara            | 0–1       | Cagliari   |
| Pisa              | 0–1       | SPAL       |
| Potenza1          | 0–0 (hu.) | Foggia     |
| Reggiana          | 1–1 (hu.) | Palermo1   |
| Reggina           | 0–1       | Catania    |
| Trani             | 1–2       | Napoli     |
| Venezia1          | 1–1       | Sampdoria  |

1A Potenza, a Palermo és a Venezia sorsolással jutott tovább.

### Kvalifikáció
| 1. csapat | Eredmény  | 2. csapat  |
| --------- | --------- | ---------- |
| Potenza1  | 2–2 (hu.) | Pro Patria |

1A Potenza sorsolással jutott tovább.

### Második forduló
| 1. csapat         | Eredmény | 2. csapat |
| ----------------- | -------- | --------- |
| Catania           | 3–2      | Brescia   |
| Catanzaro         | 1–0      | Napoli    |
| Fiorentina        | 4–1      | Palermo   |
| Lanerossi Vicenza | 2–0      | Modena    |
| Lazio             | 1–0      | Venezia   |
| SPAL              | 2–0      | Potenza   |
| Cagliari          | 0–1      | Atalanta  |
| Varese            | 2–1      | Livorno   |

### Harmadik forduló
| 1. csapat  | Eredmény | 2. csapat         |
| ---------- | -------- | ----------------- |
| Atalanta   | 0–2      | SPAL              |
| Catanzaro  | 3–1      | Lazio             |
| Fiorentina | 1–0      | Catania           |
| Varese     | 0–11     | Lanerossi Vicenza |

1Az első mérkőzés 2–2-re végződött, majd tizenegyesekkel a Varese nyert 5–4-re, ám a szövetség, úgy döntött, hogy a mérkőzést meg kell ismételni.

### Negyeddöntő
A fordulóban csatlakozó csapatok:  Internazionale, Juventus, Milan, Torino.
| 1. csapat         | Eredmény       | 2. csapat      |
| ----------------- | -------------- | -------------- |
| Milan             | 1–3            | Fiorentina     |
| Catanzaro         | 0–0 (Te.: 4-1) | Torino         |
| Lanerossi Vicenza | 1–2            | Internazionale |
| SPAL              | 1–4            | Juventus       |

### Elődöntő
| 1. csapat  | Eredmény | 2. csapat      |
| ---------- | -------- | -------------- |
| Fiorentina | 2–1      | Internazionale |
| Juventus   | 1–2      | Catanzaro      |

### Döntő
| 1966. május 19. | Catanzaro     | 1 - 2 (h.u.) | Fiorentina                         | Stadio Olimpico, Róma Nézőszám: – Játékvezető: Antonio Sbardella |
| 1966. május 19. | Marchioro 47' | (0–1)        | 30' Hamrin 109' (11-esből) Bertini | Stadio Olimpico, Róma Nézőszám: – Játékvezető: Antonio Sbardella |

| Az 1965–1966-os olasz labdarúgókupa győztese: |
| --------------------------------------------- |
| Fiorentina 3. cím                             |